# Wojciech Weiss

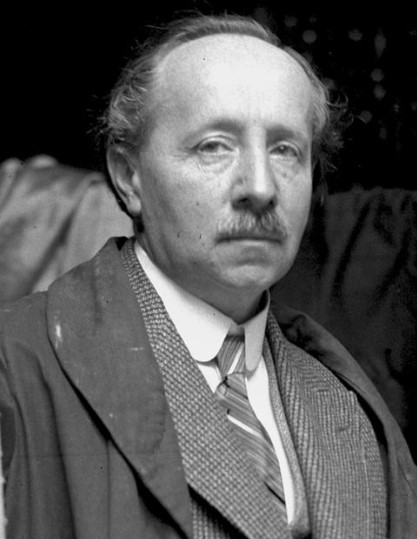
Wojciech Weiss im Jahr 1933

Wojciech Weiss (* 4. Mai 1875 in Leorda; † 7. Dezember 1950 in Krakau) war ein polnischer Maler und Zeichner.

## Leben
Weiss kam in der damals zur Habsburgermonarchie gehörenden Bukowina zur Welt und wuchs in Lemberg auf, wo er das Gymnasium besuchte. Anschließend studierte er an der Akademie der Schönen Künste in Krakau und absolvierte Auslandssemester in Paris, Rom und Florenz. Ab 1907 war er Professor und Rektor der Krakauer Akademie der Schönen Künste. Er malte hauptsächlich Landschaften, Porträts und Akte. Künstlerisch stand er unter dem Einfluss von Edvard Munch und Jacek Malczewski. Weiss war bereits zu Lebzeiten sowohl in Polen als auch im Ausland als Künstler anerkannt. Einer seiner Schüler war Antoni Teslar.

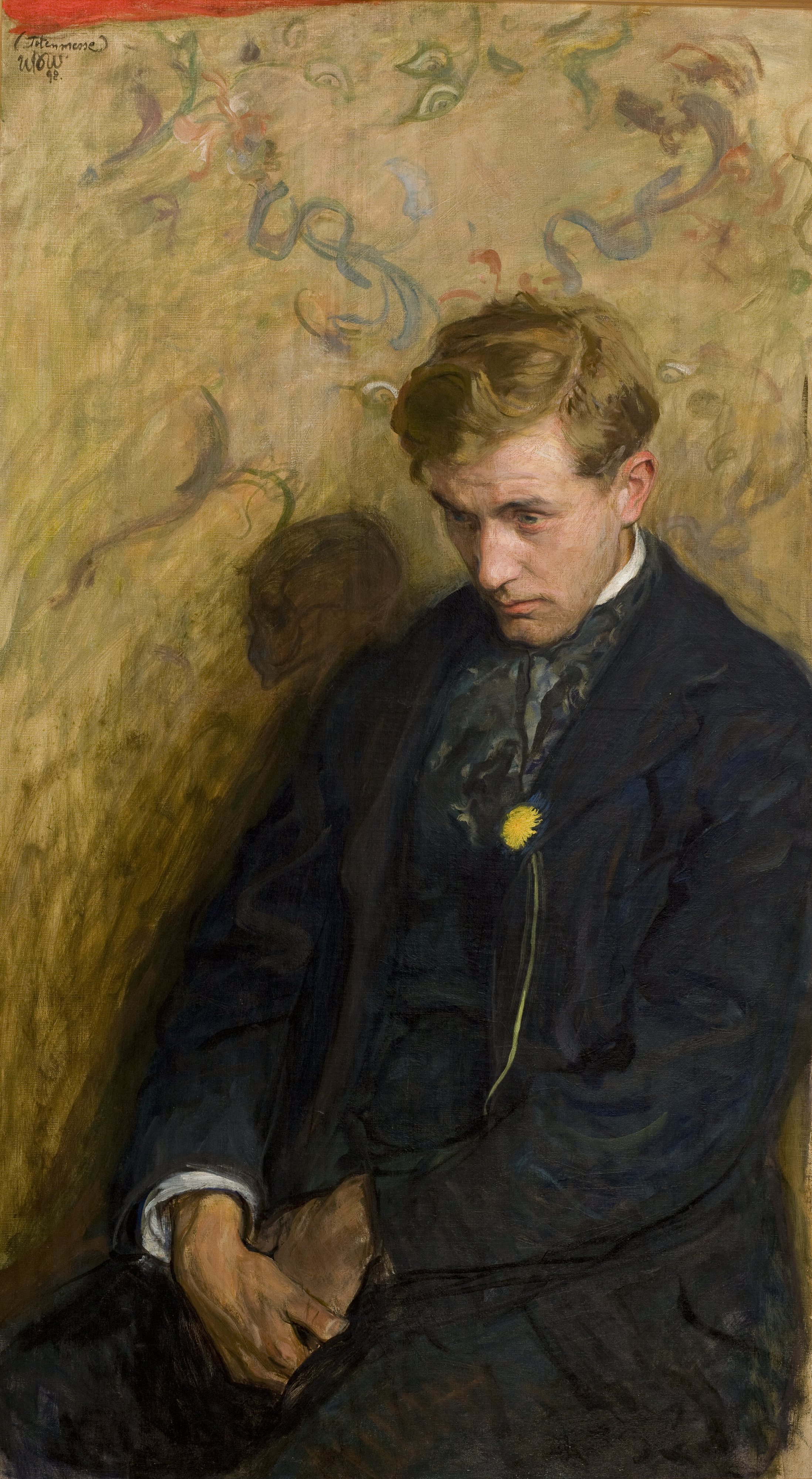
Melancholiker (1898)

## Werke (Auswahl)
- Besessenheit (1899)
- Melancholiker (1898)
- Strahlender Sonnenuntergang (1900)
- Selbstporträt mit Masken (1900)
- Vogelscheuchen (1905)